# Подкумок (посёлок)
Подку́мок — посёлок в Предгорном районе (муниципальном округе) Ставропольского края России.

## География
Расстояние до краевого центра: 135 км.
Расстояние до районного центра: 11 км.
Расстояние до Кисловодска: 1 км.
В 2019—2024 годах федеральная автодорога А-157, которая проходит в черте посёлка, приводится к категории 1Б (скоростная дорога), предполагающей расширение дорожного полотна с 2 до 4 полос. В районе Подкумка вдоль реконструируемой трассы планируется установить более 240 шумозащитных экранов, также будут проложены тротуары и оборудованы 7 остановок общественного транспорта. Работы на десятикилометровом участке планируется завершить в 2021 году.

## История
Посёлок Подкумок основан 3 августа 1893 года.
В 1932 году здесь была развёрнута база хозяйства военного санатория города Кисловодска.
На 1 марта 1966 года входил в состав территории Зеленогорского сельсовета с центром в посёлке Зеленогорский:24.
В июне 2002 года дожди превратили горные речки на Ставрополье, в Кабардино-Балкарии и Карачаево-Черкесии в бушующие потоки. В числе 65 пострадавших населённых пунктов оказался и Подкумок. После этого крупного наводнения в течение нескольких лет была возведена берегоукрепительная дамба, которая спустя 10 лет постепенно начала разрушаться.
В июне 2012 года после продолжительных дождей река вновь вышла из берегов и затопила хозяйства жителей посёлка.
До 16 марта 2020 года посёлок был административным центром упразднённого Подкумского сельсовета.

## Население
| 1989 | 2002  | 2010  | 2014  | 2021  |
| ---- | ----- | ----- | ----- | ----- |
| 3645 | ↘3637 | ↘3473 | ↘3400 | ↗3468 |

По данным переписи 2002 года, в национальной структуре населения преобладают русские (86 %).

## Инфраструктура
- Социальный центр культуры[20]
- Подкумская врачебная амбулатория — ул. Ессентукская,64.
- Сельская библиотека. Открыта 14 апреля 1970 года[21]

## Связь
Фиксированная связь и ADSL
Ставропольский филиал Ростелекома.
Сотовая связь 2G/3G/4G
МегаФон, Билайн, МТС.

## Образование
- Детский сад № 31 общеразвивающего вида с приоритетным осуществлением физического направления развития воспитанников[22]
- Средняя общеобразовательная школа № 17[23]
- Детская музыкальная школа № 3[24]
- Краевой реабилитационный центр для детей и подростков с ограниченными возможностями «Орлёнок». Открыт 15 июня 1993 года[25]. Бывший пионерский лагерь «Орлёнок»

## Экономика
- Сельхозпредприятие «Весна». Выращивание огурцов, помидоров, салатов и зеленных культур
- Электроподстанция «Ильенко» номиналом 330 киловольт. Открыта в апреле 2015 года[26]

## Религия
26 августа 1998 года митрополитом Ставропольским и Владикавказским Гедеоном освящён православный Свято-Троицкий храм, расположенный по адресу ул. Крупской, 15. В храме выставлены святыни: иконы преподобного Феодосия Кавказского и «Призри на смирение», икона с мощами Великомученицы Екатерины, икона с мощами Преподобномученницы Елизаветы, ковчег с частицами многих святых, ковчег с частицей мощей преподобного Илариона Троекуровского, частицы мощей святого преподобного Сергия Радонежского, святых преподобных Амвросия, Моисея Оптинских, святых великомучениц Варвары и Екатерины, святых преподобных Антония и Феодосия Киево-Печёрских, святого Андрея князя Смоленского, святого преподобного Максима Грека, иконы нового письма Божией Матери «Скоропослушница» и «Казанская», святого великомученика и целителя Пантелеимона с частицей его мощей и святителя Николая.
При храме действует воскресная школа, приходская библиотека, благотворительная столовая, имеется подсобное хозяйство. Планируется установка пять куполов и постройка колокольни. 28 декабря 2010 года храм получил в подарок от отца благочинного из Кисловодска ковчег для хранения 19 частиц святых мощей высокохудожественной работы.
28 декабря 2010 года на повороте с федеральной трассы к храму освящён столб с иконами Святой Троицы, иконы Божией Матери «Скоропослушница», святого великого князя Владимира и святителя Тихона Задонского. Введена в эксплуатацию новая тёплая трапезная с кухней. Храм открыт ежедневно с 7.00 до 18.00.

## Кладбища
В границах посёлка расположены 2 кладбища:
- общественное открытое (ул. Донская, 60, 600 м от жилого дома), площадь участка 43 493 м²;
- вероисповедальное открытое (ул. Донская, 60, 650 м от жилого дома), площадь участка 10 000 м²[27].

## Памятники
- Бюст Н. К. Крупской на территории СОШ № 17
- Памятник-мемориал «Слава тебе, солдат!» (1985) — между ул. Крупской и ул. Ессентукская[28]. Отреставрирован в 2010 году. На его территории находится захоронение советского солдата, останки которого были найдены[когда?]

 на Марухском перевале[29].

## Археологические объекты
В северных окрестностях посёлка к настоящему времени выявлено 11 археологических объектов, датируемых в пределах от III тысячелетия до н. э. до середины XIX века н. э. Среди них Махов пост («Пьяный курган»), а также расположенные рядом с ним два кургана эпохи бронзы и раннего железа (III—I тыс. до н. э.). Ныне курган частично снесён в ходе дорожных работ.